# Canedo (Castropol)
Canedo (oficialmente y en asturiano: El Canedo) es una casería de la parroquia de Presno, concejo de Castropol, en la comarca del Eo-Navia, Principado de Asturias, España.